# Acaricuara
Acaricuara es un centro poblado del municipio de Mitú, en el departamento de Vaupés en Colombia. Se ubica en la parte sur-oriental del país, a 600 km al sudeste de la capital, Bogotá. La altitud de Acaricuara es de 194 metros sobre el nivel del mar, y tiene 430 habitantes.
El territorio alrededor de Acaricuara es plana. El punto más alto alrededor de ella dispone de 207 metros, a 1.1 km al este de Acaricuara. El área alrededor de Acaricuara está casi deshabitada, con una densidad de 2 habitantes por kilómetro cuadrado.
El clima es tropical. La temperatura media wa de 22 °C. El mes más caluroso es enero, con 24 °C y el mes más frío es mayo, con 20 °C. La precipitación promedio es de 3 920 milímetros por año. El mes más lluvioso es marzo, con 434 milímetros de lluvia, y el mes más seco es enero, con 220 mm de lluvia.